# Lac Maupertuis
Le lac Maupertuis est un plan d'eau douce de la rive Nord-Ouest du fleuve Saint-Laurent, dans le territoire non organisé de Passes-Dangereuses, dans la municipalité régionale de comté (MRC) de Maria-Chapdelaine, dans la région administrative de la Saguenay–Lac-Saint-Jean, dans la province de Québec, au Canada.
La foresterie constitue la principale activité économique du secteur ; les activités récréotouristiques, en second,,.
La surface du lac Maupertuis est habituellement gelée de la mi-novembre à la mi-avril, toutefois la circulation sécuritaire sur la glace se fait généralement du début de décembre à la fin de mars.

## Géographie
Les principaux bassins versants voisins du lac Perdu sont :
- côté Nord : lac Piraube, rivière Péribonka, lac Machisque, lac Froget, lac Palairet, rivière Savane ;
- côté Est : rivière Saint-Onge, rivière Péribonka, lac Péribonka, Petit lac Onistagane, lac Onistagane ;
- côté Sud : rivière du Sapin Croche, rivière Mistassibi Nord-Est, rivière Péribonka, lac Péribonka, rivière de l'Épinette Rouge ;
- côté Ouest : rivière Mistassibi Nord-Est, lac Machisque[1].

Le lac Maupertuis comporte une longueur de 14,1 km, une largeur de 4,7 km et une altitude de 522 m. Ce lac est entouré de plusieurs petites zones de marais.
L'embouchure du lac Maupertuis est localisé sur la rive Nord, soit à :
- 12,2 km à l'Est du cours de la rivière Mistassibi Nord-Est ;
- 17,8 km au Sud-Est de l’embouchure de la décharge du lac Piraube ;
- 25,6 km à l'Ouest du cours de la rivière Péribonka (à la confluence avec le lac Péribonka) ;
- 30,0 km au Sud-Ouest du lac Onistagane ;
- 58,6 km au Sud-Ouest d'une baie de la rive Sud du lac Manouane ;
- 35,1 km à l’Est du cours de la rivière Mistassibi (confluence avec la rivière Mistassibi) ;
- 105,5 km au Nord de l’embouchure de la rivière Mistassibi Nord-Est ;
- 178,2 km au Nord de l'embouchure de la rivière Mistassibi (confluence avec la rivière Mistassini) ;
- 196,1 km au Nord de l'embouchure de la rivière Mistassini (confluence avec le lac Saint-Jean)[1],[4].

À partir de l’embouchure du lac Maupertuis, le courant descend sur 24,6 km vers le Nord-Ouest, puis le Sud-Ouest le cours de la décharge du lac ; sur 124,2 km vers le Sud, le cours de la rivière Mistassibi Nord-Est ; sur 99,2 km vers le Sud le cours de la rivière Mistassibi ; sur 23,3 km vers le Sud le cours de la rivière Mistassini ; traverse le lac Saint-Jean vers l’Est sur 44,0 km ; puis emprunte sur 155 km le cours de la rivière Saguenay vers l’Est jusqu'à la hauteur de Tadoussac où il conflue avec le fleuve Saint-Laurent.

## Toponymie
Le toponyme « lac Maupertuis » évoque l'un des officiers de Charles Huault de Montmagny, deuxième gouverneur de la Nouvelle-France, arrivé avec ce dernier en juin 1636, Ce nom fut approuvé le 7 avril 1945 par la Commission de géographie du Québec, en remplacement de Little Nipissi. Il est officialisé le 5 décembre 1968 par la Commission de toponymie du Québec.